# 陳氏惠
陳氏惠（越南语：／；1743年—1791年3月28日）是越南西山朝君主阮岳的皇后。
陈氏惠是归仁县绥远县长定村（今平定省西山縣平和乡长定村）人，她七岁丧母，与妹妹陈氏兰相依为命。1771年，参加西山军，与西山军领袖阮岳成婚。1778年，阮岳称帝，改元泰德，册封其妻陈氏惠为皇正后，又称正宫皇后。儿子阮文宝被任命为东宫亲王，妹妹陈氏兰嫁给阮文雪。光中四年二月二十四日（1791年3月28日）陳氏惠去世。葬在香茶市社、肇豐縣一带，陵名昌瑞陵。